# Frank Merrill
Frank Dow Merrill (4 de diciembre de 1903 - 11 de diciembre de 1955) fue un general del Ejército de los Estados Unidos y es recordado por ser el comandante de los Merodeadores de Merrill, oficialmente la unidad compuesta 5307 provisional, en la Campaña de Birmania de la Segunda Guerra Mundial. 

## Antecedentes y carrera temprana
Nacido el 4 de diciembre de 1903 en Hopkinton, Massachusetts, Merrill vivió con su familia en Amesbury, Massachusetts, y se graduó en el Amesbury High School. Se alistó en el Ejército de los Estados Unidos en 1922, y obtuvo el rango de sargento de personal en la compañía A11 de ingenieros. Merrill recibió un nombramiento para la academia militar de West Point en 1925 y se graduó en 1929. Posteriormente obtuvo una licenciatura en ingeniería militar por parte del Instituto de Tecnología de Massachusetts (MIT) en 1932. En 1938, Merrill se convirtió en agregado militar en Tokio, donde estudió el idioma japonés. Se unió al Estado mayor del General Douglas MacArthur en Filipinas en 1941 como oficial de inteligencia militar. Merrill estaba en una misión en Rangún, Birmania, en el momento del ataque a Pearl Harbor y permaneció en Birmania después de la invasión japonesa. En noviembre de 1943, el coronel Merrill fue ascendido a general de brigada sólo un mes antes de cumplir 40 años, lo que lo convirtió en uno de los generales estadounidenses más jóvenes desde la Guerra de Secesión. Aún más notable fue el hecho de que había estado sirviendo como oficial durante sólo 14 años. Fue ascendido a general de división en septiembre de 1944, a la edad de 40 años.

## Merodeadores de Merrill
En 1943, el General Merrill fue designado para comandar una nueva unidad voluntaria de fuerzas especiales del ejército estadounidense, siguiendo el modelo de los Chindits, los grupos de penetración de la selva de largo alcance formados por los británicos para hostigar a las fuerzas japonesas en Birmania. El nombre oficial del Ejército de los Estados Unidos para la unidad era unidad compuesta 5307 provisional. (El título provisional significa que la unidad se forma para una misión u operación especial y se disolverá después). Los corresponsales de guerra visitantes, después de ver la actuación de la unidad 5307 en el campo de tiro, rápidamente apodaron a la unidad los Merodeadores de Merrill. El General Merrill supervisó el entrenamiento y el despliegue de los tres batallones del 5307 en Birmania en febrero de 1944. En poco más de cinco meses de combate detrás de las líneas japonesas en Birmania, los Merodeadores, que apoyaron a la Fuerza X, avanzaron 750 millas a través de uno de los terrenos selváticos más duros del mundo, lucharon en cinco enfrentamientos importantes (Walawbum, Shaduzup, Inkangahtawng, Nhpum Ga y Myitkyina) y participó en combates con el Ejército Imperial Japonés en treinta y dos ocasiones. Luchando contra los soldados japoneses, el hambre y las enfermedades, habían atravesado más jungla en sus patrullas de largo alcance que cualquier otra unidad del ejército estadounidense en la guerra. Los Merodeadores de Merrill quedaron bajo el mando del área de combate del general Joseph Stilwell, eran una unidad de fuerzas especiales modelada a partir de los grupos de penetración de largo alcance como los Chindits, entrenados para operar desde bases tras las líneas japonesas.
El 29 de marzo, Merrill sufrió su primer ataque cardíaco y el mando volvió al entonces oficial ejecutivo, el coronel Charles N. Hunter. En su misión final contra la base japonesa de Myitkyina, los Merodeadores sufrieron 272 muertos, 955 heridos y 980 evacuados por enfermedades y dolencias. Cuando la ciudad de Myitkyina fue tomada, sólo estaban presentes unos 200 miembros supervivientes de los Merodeadores originales.
El 10 de agosto de 1944, una semana después de la caída de la ciudad ante las fuerzas estadounidenses y chinas, el 5307 se disolvió con un total final de sólo 130 oficiales y hombres efectivos en combate (de los 2.997 originales).

## Posguerra
Después del final de la guerra, Merrill sirvió en Filipinas. A principios de 1946 fue asignado al cuartel general del Sexto ejército en San Francisco bajo el mando del General Stilwell. En mayo de ese mismo año, Merrill y Stilwell dirigieron dos pelotones de marines para reprimir un levantamiento en la prisión de la Penitenciaría Federal de Alcatraz, en lo que se conoce como la Batalla de Alcatraz. Debido a la reducción del ejército en la posguerra, Merrill fue reducido de rango a general de brigada el 1 de junio de 1946. Se retiró del ejército con su rango permanente de coronel, el 30 de junio de 1948 y fue ascendido de nuevo a general de brigada en la lista de retirados el día siguiente. Después de retirarse del ejército, Merrill se convirtió en el Comisionado de Carreteras de Nuevo Hampshire. En diciembre de 1955, fue elegido presidente de la Asociación Estadounidense de Funcionarios Estatales de Carreteras y Transporte, pero murió dos días después en Fernandina Beach, Florida.

## Legado
En 1992, el General Merrill fue incluido en el Salón de la Fama de los Rangers del Ejército de los Estados Unidos. El puente Everett Turnpike sobre el río Souhegan, en Nuevo Hampshire, está dedicado a los Merodeadores de Merrill. El campamento Frank D. Merrill, cerca de Dahlonega, en Georgia, alberga la fase de entrenamiento de montaña de tres semanas de duración de la Escuela Ranger del Ejército estdounidense. El Ejército de los Estados Unidos otorgó retroactivamente a los miembros de los Merodeadores de Merrill la insignia Ranger del Ejército de los Estados Unidos. Merrill fue interpretado por el actor Jeff Chandler en la película de 1962 "Merrill's Marauders".